# Joseph Nérette
Joseph Nérette, né le 9 avril 1924 à Port-au-Prince et mort le 29 avril 2007 dans la même ville des suites d'un cancer, est un juriste et homme politique haitien. Il est président de la République à titre provisoire de 1991 à 1992.

## Biographie
Alors qu'il est juge à la Cour de cassation (plus haute instance judiciaire du pays), lors du sanglant putsch du 30 septembre 1991, qui a fait de nombreuses victimes et évincé Jean-Bertrand Aristide qui a été destitué par le Parlement alors assiégé par l'armée, il est désigné le 8 octobre pour succéder au chef de l'État alors contraint de partir en exil.
Isolé dès le départ, le nouveau Président forme un duo avec son Premier ministre, Jean-Jacques Honorat. Les deux hommes terminent leur mandat provisoire, le 19 juin 1992, qui était de 90 jours sans avoir pu organiser de nouvelles élections. Le chef de file du Mouvement pour l’instauration de la démocratie en Haïti (MIDH), Marc Bazin et le président de la Cour de cassation et ex-constituant, Émile Jonassaint connaissent à leur tour la même fin.
Le désordre politique continue jusqu’à l’effondrement du régime du général Raoul Cédras et du colonel Michel François, et alors que Jean-Bertrand Aristide retrouve le pouvoir, au prix d’une deuxième occupation américaine.
Depuis son départ de la présidence, il vivait dans la plus grande discrétion.